# Bradina aurata
Bradina aurata is een vlinder uit de familie van de grasmotten (Crambidae), uit de onderfamilie van de Spilomelinae. De wetenschappelijke naam van deze soort is voor het eerst voorgesteld als Pleonectusa aurata door Arthur Gardiner Butler in een publicatie uit 1887.
De soort komt voor op de Solomonseilanden.